# Istituto Nazionale di Fisica Nucleare

Laboratori Nazionali di Frascati dell'INFN

Das Istituto Nazionale di Fisica Nucleare (INFN) (deutsch: Nationales Institut für Kernphysik) ist eine Forschungsgesellschaft für Kern-, Teilchen- und Astroteilchenphysik mit Sitz in Rom. Präsident ist Antonio Zoccoli (2019-).

## Geschichte
Es wurde am 8. August 1951 gegründet, um die physikalische Forschung weiterzuführen, die in den 1930er Jahren von Enrico Fermi in Rom begründet wurde. 
In der zweiten Hälfte der 1950er Jahre wurde vom INFN in Frascati der erste Italienische Teilchenbeschleuniger gebaut, ein Elektronen-Synchrotron. In den 1960er Jahren entstand dort der erste Elektronen-Positron-Beschleuniger ADA (Anello Di Accumulazione) unter Federführung von Bruno Touschek. Gleichzeitig begann das INFN die Zusammenarbeit mit CERN in der Konstruktion von noch größeren und stärkeren Teilchenbeschleunigern.

## INFN heute
Heute arbeitet das INFN mit CERN, Fermilab und anderen Großforschungseinrichtungen zusammen und leistet wichtige Beiträge zum Grid-Computing. 
Das INFN hat heute Standorte in den meisten italienischen Universitätsstädten und betreibt vier nationale Forschungseinrichtungen: 
- LNF (Laboratori Nazionali di Frascati)
- LNL (Laboratori Nazionali di Legnaro)
- LNGS (Laboratori Nazionali del Gran Sasso)
- LNS (Laboratori Nazionali del Sud) in Catania, Sizilien

Es ist der größte Geldgeber der Hochenergiephysik in Italien. Forscher an Universitäten sind meistens auch an das INFN angegliedert. 2012 gründete das INFN in L’Aquila die Graduiertenschule Gran Sasso Science Institute.